# От реки до моря
«От реки до моря Палестина будет свободна», сокращённо «От реки до моря» (англ. from the river to the sea, Palestine will be free; англ. From the river to the sea, араб. من النهر إلى البحر‎ или араб. من المياه للمياه‎) — политический лозунг палестинского национализма, географически относящийся к территории между рекой Иордан и Средиземным морем, включающей в себя Израиль и палестинские территории — Западный берег реки Иордан и сектор Газа. В Чехии и Баварии криминализован как разжигающий ненависть.

## Использование

### Предыстория
Американо-израильский историк Омер Бартов отмечает, что использование сионистами подобного языка началось задолго до основания Государства Израиль в 1948 году и берёт начало в ревизионистском движении сионизма под руководством Зеэва Жаботинского, которое говорило о создании еврейского государства на всей территории Подмандатной Палестины; существовала песня, включающая строки: «У Иордана два берега; этот наш, и другой тоже», подразумевая еврейское государство, расположенное по обе стороны реки Иордан в пределах Святой земли, включая часть территории Иордании.
В 1970 году глава ООП и ФАТХ Ясир Арафат заявил: «наша основная цель — освободить земли от Средиземного моря до реки Иордан».
В учредительном уставе партии «Ликуд» (лидером которой в настоящее время является Биньямин Нетаньяху), утверждённом в 1977 году, говорится: «между морем и рекой Иордан будет только израильский суверенитет».
Хартия ХАМАС 1988 года провозгласила всю территорию «от реки до моря» собственностью исламского фонда «вакф». Связанная с ХАМАС Исламская ассоциация за Палестину использовала в 1989 году лозунг «Исламская Палестина от реки до моря».

### Использование вооружёнными группировками

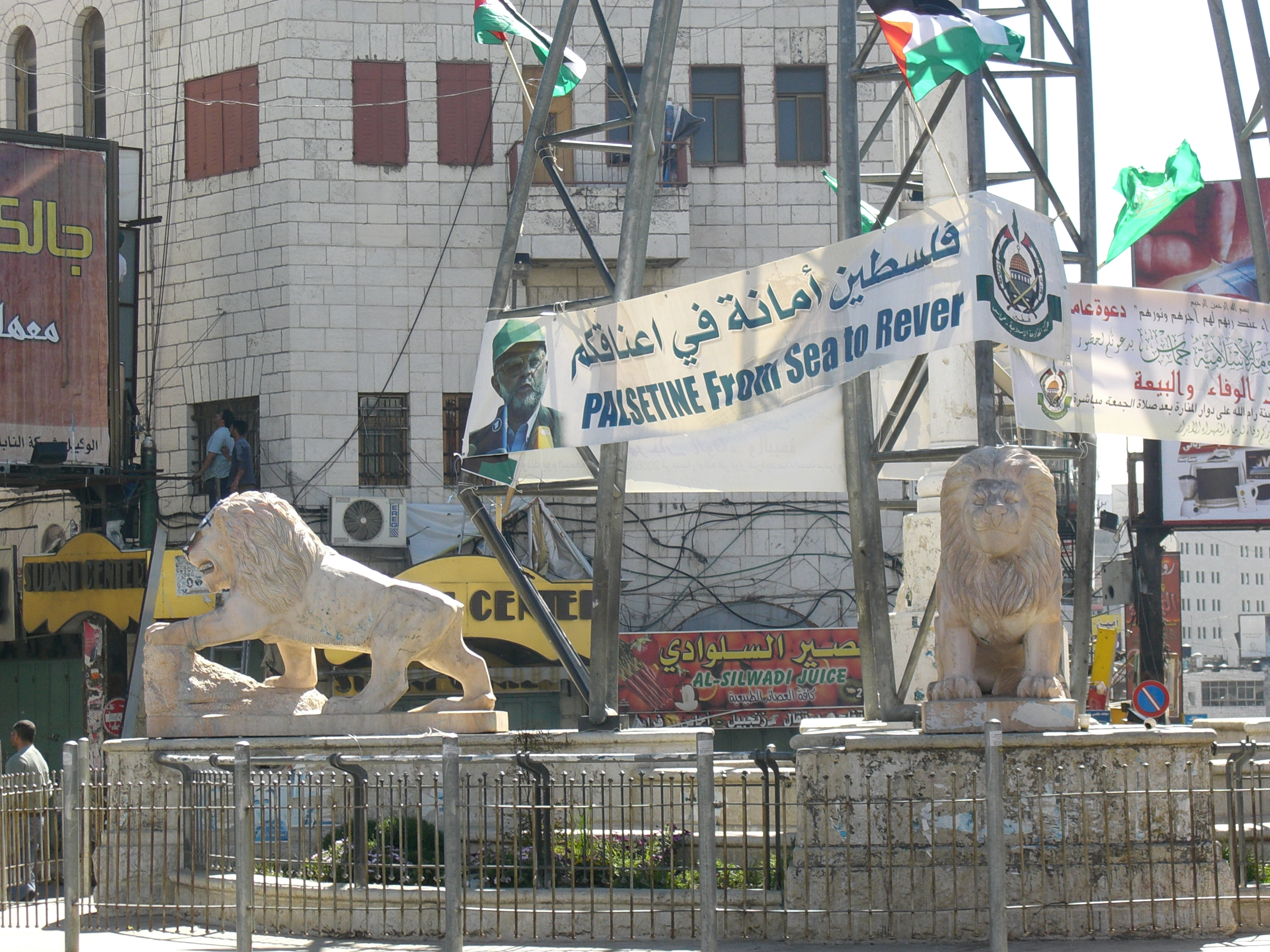
Лозунг, написанный с ошибками, размещённый на плакате ХАМАС в Рамалле, 2007 год.

Лозунг использовался и используется палестинскими вооружёнными группировками, призывавшими к уничтожению Израиля, включая Организацию освобождения Палестины (ООП) и возглавляющую её партию ФАТХ, а также Народный фронт освобождения Палестины (НФОП), ХАМАС и Палестинский исламский джихад (ПИД).
Лидер ХАМАС Халед Машаль заявил в 2012 году: «Палестина наша от реки до моря и от юга до севера». В своей Хартии 2017 года ХАМАС отверг «любую альтернативу полному и окончательному освобождению Палестины от реки до моря».
ПИД также заявляет в своих программных документах: «Палестина от реки до моря — арабская исламская земля, отказ даже от пяди её считается смертным грехом, существование сионистского образования противоестественно. Шариат запрещает признание его существования на любой части палестинской земли».

В исламистской апокалиптической литературе заявляется, что Махди (центральная фигура в исламской эсхатологии), — объявит, что «Иерусалим — арабско-мусульманский, а Палестина — вся она, от реки до моря, — арабско-мусульманская».

### Использование в Израиле
В 2016 году министр сельского хозяйства Израиля Ури Ариэль прямо заявил: «Между рекой и морем будет только Государство Израиль». В 2020 году депутат правого толка Гидеон Саар, бывший союзником, а ныне соперником премьер-министра Израиля Биньямина Нетаньяху, заявил: «Между рекой Иордан и морем не будет другого независимого государства», имея в виду палестинское государство рядом с Израилем.

### Использование на международном уровне

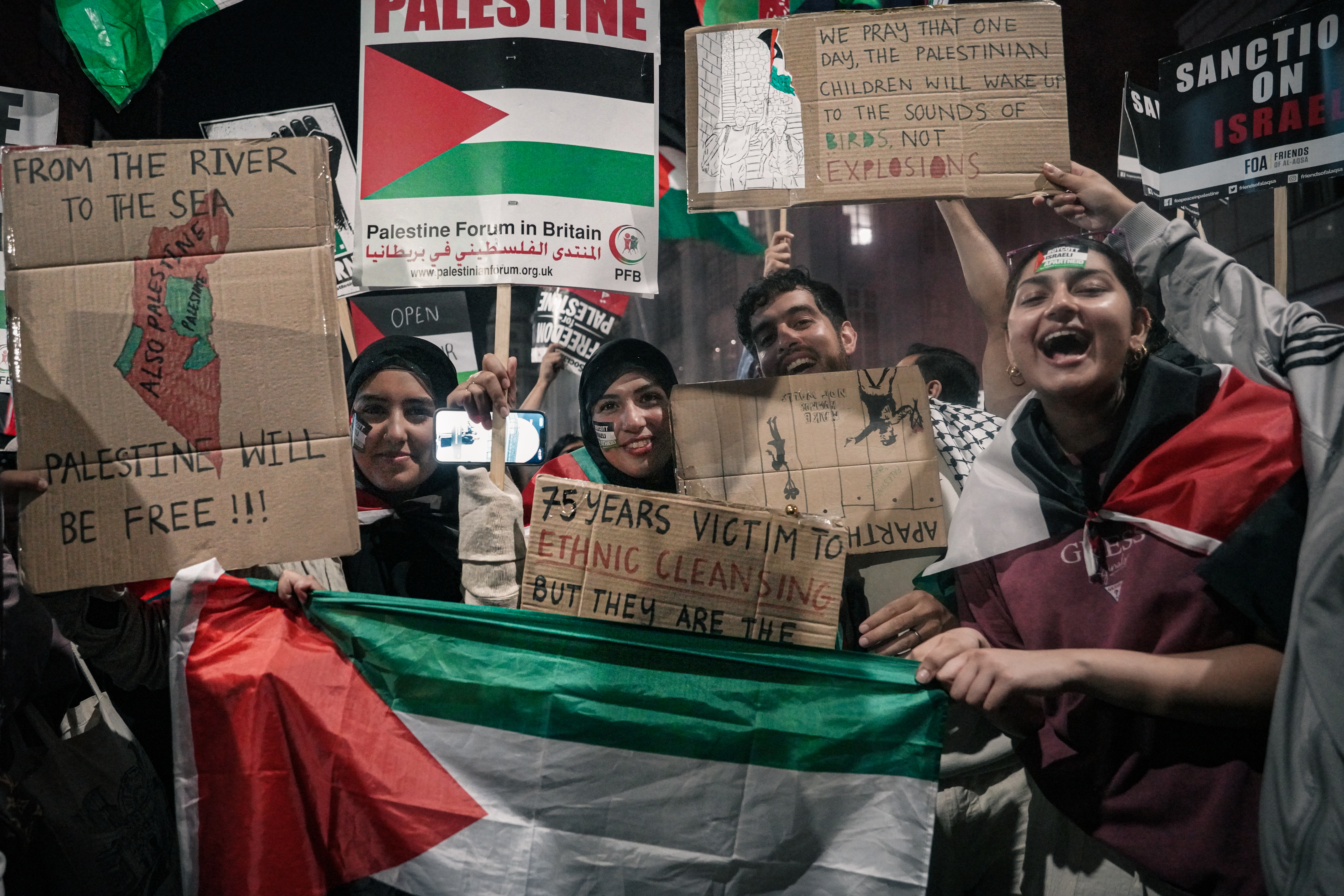
Протестующие во время демонстрации в центре Лондона

Лозунг также используется Исламской Республикой Иран, призывающей к уничтожению Израиля. Президент Ирана Ибрахим Раиси в 2023 году использовал эту фразу, сказав: «Единственное решение — это палестинское государство от реки до моря», имея в виду, что единственным решением для разрешения конфликта было бы создание палестинского государства, охватывающего все то, что было обязательным. Палестина теперь включает в себя как Израиль, так и палестинские территории.
13 ноября 2023 года Президент Ирана на саммите арабских лидеров заявил: «Единственным решением этого конфликта является сопротивление израильскому угнетению, продолжающееся до тех пор, пока не будет создано палестинское государство от реки до моря».

### Гражданское использование
Этот лозунг широко используется на антиизраильских, пропалестинских демонстрациях. Наряду с ним, также используется лозунг «от воды до воды, Палестина будет арабской».
Использование лозунга «От реки до моря Палестина будет свободна» стало причиной расторжения контактов комментатора CNN Марка Ламонта Хилла, актрисы Сьюзан Сарандон и футболиста Анвара Эль-Гази.
17 ноября 2023 года еврейский адвокат из Нью-Джерси, США подал заявку на приобретение права на фразу в качестве товарного знака. После получения разрешения федерального правительства США он сможет начать преследовать использующих эту фразу и требовать денежной компенсации.

## Восприятие

### Сторонники Израиля
Использование лозунга «От реки до моря…» структурами, открыто призывающими к уничтожению Израиля, является одной из причин его критики. По мнению ряда стран, организаций, политиков и правозащитных групп, этот лозунг является антисемитским, разжигающим ненависть, призывающим уничтожить еврейское государство и отрицающим право евреев на самоопределение, выступая за их изгнание или уничтожение. Критики лозунга утверждают, что он явно призывает к передаче всей земли под власть арабов за счет Государства Израиль и его еврейских граждан, подстрекая, таким образом, к их геноциду путём изгнания или уничтожения, и отрицая право еврейского народа на самоопределение на его исторической родине. Использование этого лозунга воспринимается многими израильтянами и членами еврейской диаспоры как попытка их остракизма и угроза их безопасности.

### Противники Израиля
С палестинской стороны лозунг «От реки до моря…» иногда интерпретируется как призыв к созданию единого «демократического государства», охватывающего и то, что сегодня является Израилем, и палестинские территории, где представители всех религий, согласно данной концепции, будут иметь равное гражданство. Иногда эта интерпретация распространяется и на применение этого лозунга в 1960-е годы; по словам профессора университета Аризоны Махи Нассар, этот лозунг призывал к освобождению палестинцев от угнетения как со стороны Израиля, так и со стороны арабских режимов, таких как Иордания и Египет.
Маха Нассар и американский писатель палестинского происхождения Юсеф Мунайер считают восприятие лозунга как агрессивного и антисемитского попыткой его перетолкования, основанной на расистских и исламофобских предположениях.

## Криминализация и осуждение
Лозунг «От реки до моря…» попал под пристальное внимание в США и Европе. В Баварии и Чехии использование лозунга было признано преступлением или правонарушением; в Великобритании, Австрии и Эстонии рассматривалась возможность введения такой меры. В Нидерландах парламент с перевесом в один голос признал лозунг «От реки до моря…» преступным и подстрекательским, но апелляционный суд постановил, что он подпадает под защиту свободы слова и не является антисемитским. В Германии административный суд земли Гессен отменил запрет муниципалитета Франкфурта и разрешил использовать эту фразу во время демонстрации.

### На русском
- Донцов, В. Е. Палестинское движение «Исламский джихад»: идеология и политическая практика // Ближний Восток и современность. — Институт Ближнего Востока, 2004. — Вып. 22. — С. 178–191.
- Сакер Г. М. История Израиля. От зарождения сионизма до наших дней. — М.: Книжники, 2011. — Т. II. 1952—1978. — 622 с. — ISBN 978-5-9953-0146-2.
- Сакер Г. М. История Израиля. От зарождения сионизма до наших дней. — М.: Книжники, 2011. — Т. III. 1978—2005. — 658 с. — ISBN 978-5-9953-0147-9.

### На английском
- Cook, David. Contemporary Muslim Apocalyptic Literature (англ.). — Syracuse University Press, 2008. — 309 p. — ISBN 978-0815631958.
- Gilbert, Martin. Israel: a history (англ.). — Doubleday, 1998. — 750 p. — ISBN 978-0385404013.
- Kelley, Robin. From the River to the Sea to Every Mountain Top: Solidarity as Worldmaking (англ.) // Journal of Palestine Studies. — Taylor & Francis, Ltd., 2019. — Vol. 48, iss. 4. — P. 69–91. — doi:10.1525/jps.2019.48.4.69.
- Landes, Richard. Islamic and Arab Imperialism and Irredentism is Driving the Conflict ‘Between the River and the Sea’ (англ.) // Fathom Journal. — 2024. — July.
- Levitt, Matthew. Hamas: Politics, Charity, and Terrorism in the Service of Jihad (англ.). — Harrisonburg, Virginia: The Washington Institute for Near East Policy, 2006. — 336 p. — ISBN 978-0-300-11053-1.
- Nassar, Maha. From The River To The Sea Doesn’t Mean What You Think It Means (англ.) // The Forward. — 2018. — 3 December.
- Patterson, David. A Genealogy of Evil: Anti-Semitism from Nazism to Islamic Jihad (англ.). — UK: Cambridge University Press, 2010. — 312 p. — ISBN 978-0521132619.
- Rubin, Barry. The Muslim Brotherhood: The Organization and Policies of a Global Islamist Movement (англ.). — Palgrave Macmillan, 2010. — 262 p. — ISBN 978-0230100718.